# Graphania lithias
Graphania lithias är en fjärilsart som beskrevs av Edward Meyrick 1886. Graphania lithias ingår i släktet Graphania och familjen nattflyn. Inga underarter finns listade i Catalogue of Life.